# Liste der Monuments historiques in La Roche-Bernard
Die Liste der Monuments historiques in La Roche-Bernard führt die Monuments historiques in der französischen Gemeinde La Roche-Bernard auf.

## Liste der Bauwerke
| Bezeichnung     | Beschreibung | Standort               | Kennzeichnung | Schutzstatus | Datum | Bild           |
| --------------- | ------------ | ---------------------- | ------------- | ------------ | ----- | -------------- |
| Maison du Canon |              | Place du Pilory (Lage) | PA00091636    | Inscrit      | 1941  | weitere Bilder |

## Liste der Objekte
- Monuments historiques (Objekte) in La Roche-Bernard in der Base Palissy des französischen Kultusministeriums